# 飞腾处理器
飞腾处理器（英語：FeiTeng），又稱銀河飞腾处理器，是由中國人民解放軍國防科學技術大學研制的一系列嵌入式数字信号处理器（DSP）和中央处理器（CPU）芯片。這個處理器系列的研發，是由國防科技大的邢座程教授帶領的團隊負責研發。其商業化推廣則是由中国电子信息产业集团有限公司旗下的天津飞腾信息技术有限公司負責。

## 早期產品
第一代的飛騰製品，二進位指令集可相容於英特爾的安騰2。第二代的處理器架構，稱為FT64（飛騰-64），是一種系統單晶片，內部整合了64位元的中央處理器核心以及64位元的流式處理器，該代產品用於銀河系列超級電腦內，作為加速處理器使用。
此外，還有銀河飛騰數位信號處理器，於2004年12月17日在北京通过国家鉴定；YHFT-DSP/700芯片在0.13微米工艺下YHFT-QDSP的频率达到350MHz，性能大于11.2GOPS，功耗约2.99W。

## 飛騰-1000
飛騰-1000（FT-1000）是銀河飛騰系列的第三代產品，採用台積電的65奈米製程，共3.5億個電晶體邏輯閘，運作時脈為0.8～1.0GHz。本代架構採用了當時OpenSPARC開放源碼專案最新公開的UltraSPARC T2源碼，可相容於SPARCv9指令集。晶片內建8個CPU核心，每核心可運行4執行緒，共64執行緒；內建4通道DDR3記憶體控制器（每通道位寬64位元）；採用3路HyperTransport匯流排以及PCIe x8 2.0匯流排。
在由中国国防科技大学和天津滨海新区共同研制的超级计算机天河一号A中，其中使用了2048颗国防科技大学研制的飞腾处理器（完整規格，八核64线程，主频1GHz）。天河一號A理論效能峰值約4.701 petaflops（該值並未計入這批飛騰處理器的貢獻）。這批CPU用於機組的服務節點上。

## 飛騰-1500
飛騰-1500（FT-1500）處理器，仍然基於SPARCv9微架構，熱設計功耗65瓦，採用台積電的40奈米製程，運行時脈1.8GHz。FT-1500的峰值效能為115～144 GFLOPS，擁有16個CPU核心，每核心擁有8執行緒的多執行緒處理能力，支援256位元寬幅SIMD運算，支援積和熔加運算指令（FMA）。快取運作的時脈比CPU核心的高，為2.0GHz，每核心擁有16KB的一級指令快取、16KB的一級資料快取以及512KB的二級快取，三級快取為所有核心共用，容量4MB，其中被分為4段，每段1MB，有4個CPU核心與之共32路組相聯。快取結構採用基於目錄的快取一致性協定。此外FT-1500還支援以下特性：
- 支援非均匀访存模型及多路CPU系統
- 4通道DDR3記憶體控制器
- 雙PCIe匯流排控制器
- 內建10Gbps乙太網路適配器

在由中国国防科技大学等单位研制的超级计算机天河二号中，使用了4096颗FT-1500處理器作为计算节点前端处理器。

## 飛騰-1500A
FT-1500A，是新一代的處理器產品，主打商用伺服器市場，與FT-1500並無太多關聯之處。該代處理器也是系統單晶片（SoC）的設計，但採用ARM64微架構（AArch64），支援ARMv8指令集，由天津飞腾公司設計，採用28奈米製程製造。晶片內建32通道PCIe通道，雙千兆以太網路適配器，支援ITS的GICv3中斷控制器，電源管理等。目前有4核心型號以及16核心型號。
- 4核心型號主要用於客戶端以及輕量級伺服器上，內建雙通道DDR3-1600記憶體控制器，熱設計功耗15W，時脈2.0GHz；[4]
- 16核心型號用於大型伺服器上，支援硬體虛擬化，內建4通道DDR3-1600記憶體控制器，熱設計功耗35W，時脈2GHz。[4]

## 飛騰-2000
飞腾2000(FT-2000)於2017年作為天河三號的預先樣機亮相於公開業界，屬於ARM家族，其宣揚在单核性能上和Intel还存在一定差距，但在多核性能上，已经达到Intel服务器CPU E5 主流产品的水平。

### 飛騰-2000/64
在天河2A上，国防科大已经用自主研发的加速器矩阵2000取代Intel的Xeon Phi计算卡，預估天河三號性能指标是神威太湖之光的8倍。FT-2000Plus采用了台积电16nm制造工艺，主频為2.0GHz—2.4GHz並將DDR4内存控制器集成到了片内。
根据实际测试FT-2000在2GHz主频下，采用GCC4.8编译器，SPEC2006的测试成绩分别为
- SPECint_rate2006 : 570分
- SPECfp_rate2006 : 482分

与Intel Xeon E5-2695v3相当。但在单线程性能上SPECint_base2006的14分落後於Xeon的25分。目前已有一些商業公司推出飞腾2000Plus處理器的伺服器和工作站產品。

### 飛騰-2000/4
飛騰-2000/4是飛騰2000系列處理器的桌面版本，集成4個FTC663内核，主頻為2.2GHz-2.6GHz。按照飛騰公司描述，是首個在CPU層面支援可信計算3.0標準的國產處理器。